# Филомат (Орегон)
Филомат (енгл. Philomath) град је у америчкој савезној држави Орегон.

## Демографија
По попису из 2010. године број становника је 4.584, што је 746 (19,4%) становника више него 2000. године.
| Група             | 2000.         | 2010.         |
| Белци             | 3.481 (90,7%) | 4.023 (87,8%) |
| Афроамериканци    | 6 (0,2%)      | 31 (0,7%)     |
| Азијати           | 46 (1,2%)     | 45 (1,0%)     |
| Хиспаноамериканци | 151 (3,9%)    | 307 (6,7%)    |
| Укупно            | 3.838         | 4.584         |